# Marco Sabbatani
Marco Sabbatani (Ravenna, 13 aprile 1989) è un giocatore di baseball italiano.

## Carriera

### Club
Già sedicenne gioca in A2 con i Godo Knights nel 2005. Nelle tre stagioni seguenti fa parte dei Marina Waves, squadra di Marina di Ravenna, contribuendo alla loro promozione dalla B all’A2. Disputa un altro campionato di A2, con il Baseball Livorno, per poi tornare nel 2010 a Godo ed esordire così nel campionato di massima serie.
Nel 2011 viene ingaggiato dalla Fortitudo campione d’Europa: nel giro di sette stagioni riesce così a vincere con il club bolognese due scudetti, tre Coppe Italia e due Coppe Campioni. Nel 2017 tuttavia le strade di Sabbatani e della Fortitudo si separano in maniera controversa. Il catcher passa allora al Castenaso, con il quale ottiene la promozione in serie A1. Nel 2020 avviene invece il secondo ritorno a Godo, dove gioca ancora in massima serie.

### Nazionale
Sabbatani ha fatto parte della selezione azzurra in occasione degli Europei 2014 e 2016 e del World Baseball Classic 2017.

## Palmarès

### Club
- Campionati italiani: 2

Bologna: 2014, 2016
- Coppe Italia: 3

Bologna: 2012, 2015, 2017
- European Champions Cup: 2

Bologna: 2012, 2013